# Torpo Station
Torpo Station (Torpo stasjon) er en tidligere jernbanestation på Bergensbanen, der ligger ved byområdet Torpo i Ål kommune i Norge.
Stationen åbnede 21. december 1907. Oprindeligt hed den Torpe, men stavemåden blev ændret til Torpo i april 1935. Stationen blev fjernstyret 9. december 1983 og gjort ubemandet 1. januar 1984. Betjeningen med persontog ophørte 2. juni 1991 men blev genoptaget fra 29. maj 1994 til 20. april 2000. I dag fungerer den tidligere station som krydsningsspor. Stationsbygningen, der er opført i rødmalet træ i jugendstil efter tegninger af Paul Armin Due, står stadig.